# Suor Angelica
Suor Angelica (título original en italiano; en español, Sor Angélica) es una ópera en un acto con música de Giacomo Puccini y libreto en italiano de Giovacchino Forzano.
Es la segunda de las tres óperas (precedida por Il tabarro y continuada por Gianni Schicchi) que conforman El tríptico (Il trittico). Cada una de las tres óperas de El tríptico sería una alegoría de una de las partes de la Divina Comedia, de Dante Alighieri. Suor Angelica se correspondería con el Purgatorio. Se estrenó junto a las otras dos, en la ópera del Metropolitan Opera House de Nueva York el 14 de diciembre de 1918.

## Historia
Tras la finalización de Il tabarro, un joven libretista, Giovacchino Forzano se presentó al compositor. Aportó dos temas que conquistaron a Puccini, entre ellos el de Suor Angelica. Escrito a principios de 1917 para septiembre de ese año, la escritura se vio interrumpida momentáneamente por los esbozos para la tercera parte de El tríptico, Gianni Schicchi.
Il trittico se estrenó en la Metropolitan Opera House de Nueva York el 14 de diciembre de 1918. Los críticos la encontraron floja la noche del estreno y se convirtió en relativamente poco popular. Lord Harewood escribió en el Kobbé, considerado como una referencia por todos en materia de diccionario de óperas, que nunca había tenido ningún éxito, dedicar un párrafo muy breve en la obra (el más corto de todo el libro). La ópera es, sin duda, menos accesible que Il tabarro y Gianni Schicchi, cuyo valor ahora parece indiscutible; al escucharlo por vez primera, el resultado puede parecer más bien austero, pero una mayor familiaridad permite descubrir todas sus riquezas.
Esta ópera sigue en el repertorio, aunque no está entre las más representadas; en las estadísticas de Operabase aparece la n.º 74 de las cien óperas más representadas en el período 2005-2010, siendo la 30.ª en Italia y la séptima de Puccini, con 54 representaciones.

## Personajes

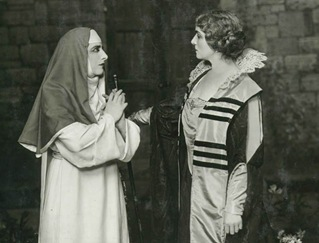
Geraldine Farrar como Suor Angelica y Flora Perini como la princesa Zia en el estreno mundial del año 1918 de Suor Angelica.

| Personaje                                        | Tesitura               | Elenco del estreno, 14 de diciembre de 1918 (Director: Roberto Moranzoni) |
| ------------------------------------------------ | ---------------------- | ------------------------------------------------------------------------- |
| Suor Angelica                                    | soprano                | Geraldine Farrar                                                          |
| La Zia Principessa, su tía                       | contralto              | Flora Perini                                                              |
| La abadesa                                       | mezzosoprano           | Rita Fornia                                                               |
| La hermana celadora                              | mezzosoprano           | Marie Sundelius                                                           |
| La maestra de las novicias                       | mezzosoprano           | Cecil Arden                                                               |
| Hermana Genovieffa                               | soprano                | Mary Ellis                                                                |
| Hermana Osmina                                   | soprano                | Margarete Belleri                                                         |
| Hermana Dolcina                                  | soprano                | Marie Mattfeld                                                            |
| La hermana enfermera                             | mezzosoprano           | Leonora Sparkes                                                           |
| Las hermanas limosneras                          | sopranos               | Kitty Beale y Minnie Egener                                               |
| Una novicia                                      | soprano                | Phillis White                                                             |
| Las hermanas legas                               | soprano y mezzosoprano | Marie Tiffany y Veni Warwick                                              |
| Fuera de escena coro de mujeres, niños y hombres |                        |                                                                           |

## Argumento
La acción de la obra transcurre en un convento de monjas italiano cerca de Siena en la segunda parte del siglo XVII. 
La ópera se abre con escenas que muestran los aspectos típicos de una vida en el convento — todas las hermanas cantan himnos, todo el mundo se reúne para divertirse en el patio. Las hermanas se alegran porque, como explica la maestra de las novicias, esta es la primera de las tres tardes que cada año el sol poniente alcanza a la fuente y vuelve dorado su agua. Este acontecimiento hace que las hermanas recuerden a aquella hermana que ha muerto, Bianca Rosa. La Sor Genoveva sugiere que echen algo del agua dorada sobre su tumba.
Las monjas entonces hablan de sus deseos — hay quien entiende que cualquier deseo está mal, pero Sor Genoveva confiesa que ella desea ver de nuevo corderos debido a que ella solía ser pastora de muchacha, y Sor Dolcina desea algo bueno para comer. Sor Angélica dice que ella no tiene ningún deseo, pero tan pronto como lo dice, las monjas empiezan a cotillear.  — Sor Angélica ha mentido, porque su verdadero deseo es saber algo de su familia, rica, noble, de la que ella no ha oído nada en siete años. Según los rumores, la enviaron al convento como un castigo. Sor Angélica vive en un exilio lamentable por órdenes de su familia, que desaprobó su relación extramatrimonial, que trajo como consecuencia un hijo. Ella añora al hijo desconocido y odia a la tía causante de su encierro. Sor Angélica se dedica al cuidado de las flores. 
La conversación se ve interrumpida por la hermana Enfermera, quien ruega a Sor Angélica que haga un remedio de hierbas — la especialidad de Sor Angélica. Llegan provisiones al convento, así como noticias de que un gran carruaje está esperando en la parte exterior del convento. Sor Angélica inmediatamente se pone nerviosa y triste, pensando con acierto en que alguien de su familia ha venido a visitarla. La abadesa riñe a Sor Angélica por su inadecuada excitación y luego se marcha a anunciar a la visitante, la princesa, tía de Sor Angélica.
La princesa explica que su otra sobrina, la hermana menor de Sor Angélica, va a contraer matrimonio, algo que era casi impensable tras el escandaloso embarazo de Sor Angélica. Trae consigo un pergamino que Sor Angélica debe firmar renunciando a su herencia. Se trata de un testamento en el que se dividen los bienes de la familia. Sor Angélica replica que ella se ha arrepentido por su pecado, pero que hay una cosa que no puede ofrecer en sacrificio a la Virgen, ella no puede olvidar la memoria de su hijo ilegítimo que le quitaron hace siete años. La princesa rechaza hablar, pero finalmente tiene palabras inmisericordes para su sobrina: su hijo murió de fiebre hace dos años. Sor Angélica, desolada, firma el documento y se desmaya, entre lágrimas. La princesa se marcha.
A solas, en las sombras del atardecer, evoca tiernamente a su hijito en una desolada plegaria. Se ve atrapada por una visión celestial — cree oír a su hijo llamándola para encontrarlo en el Paraíso. 
En un momento de exaltación, se hace una poción y la bebe, pero, al darse cuenta de que se ha suicidado y que por ser un pecado mortal no podrá ver a su hijo en el más allá, presa de arrepentimiento, pide clemencia a la Virgen y, cuando muere, ve un milagro: todo lo que la rodea se transforma en una visión mística y consoladora, coronada por la presencia de la Virgen María y de su propio hijo, que se llevan a la monja al cielo.

## Arias destacadas
- Senza mamma — Sor Angélica

## Instrumentación
La partitura de Puccini prevé el uso de:
- Flautín (doblando a flauta 3ª), 2 flautas, 2 oboes, corno inglés, 2 clarinetes, clarinete bajo, 2 fagotes.
- 4 trompas, 3 trompetas, 3 trombones, trombón bajo.
- timbales, triángulo platillos, bombo.
- glockenspiel, celesta, arpa, campanilla de bronce (sobre el escenario).
- Cuerdas.

Para tocar interiormente:
- Flautín, 2 pianofortes, órgano, 3 trompetas, campanas, platillos, tablilla.

Existe una versión para orquesta con plantilla reducida realizada por el compositor Héctor Panizza, cuya instrumentación es la siguiente:
- 2 flautas (la segunda doblando a flautín), oboe, 2 clarinetes, fagot.
- 2 trompas, 2 trompetas, trombón.
- Timbales, triángulo, bombo, platos, glockenspiel, celesta, arpa, campanilla de bronce (sobre el escenario).
- Cuerdas.

Internamente:
- Flautín, 2 pianos, órgano, 3 trompetas, campanas, platillos, tablilla.

## El papel de Suor Angelica
Las sopranos en general parecen gustar de este papel. Entre las cantantes que han destacado en el papel de Suor Angelica están Mirella Freni, Renata Scotto, Katia Ricciarelli, Renata Tebaldi, Ilona Tokody, Geraldine Farrar, Lucia Popp, Joan Sutherland, Cristina Gallardo-Domâs y Victoria de los Ángeles, pero por sobre todas ellas está Maria Callas "La Divina" que con sus excelentes dotes vocales y dramáticas, fue capaz de hacer llorar al auditorio completo en sus interpretaciones de la aria Senza Mamma aún incluso en las grabaciones logra transmitir esa emoción. Es un papel muy difícil, pero al cual cada artista puede imprimir su propia personalidad. La soprano norteamericana Beverly Sills cuenta en su autobiografía que la carga emocional del papel fue demasiado grande para que lo pudiese soportar y que por ello eliminó el papel de su repertorio. La cantó el 8 de marzo de 1967 en la New York City Opera, pero el papel de Suor Angélica le recordaba su propia tragedia hacia sus hijos discapacitados, y de ahí que no lo cantase más.

## Grabaciones
| Año  | Elenco (Sor Angélica, La princesa, La abadesa, La monitora, Hermana Genovieffa)        | Directora, Teatro de ópera y Orquesta                             | Sello discográfico                        |
| ---- | -------------------------------------------------------------------------------------- | ----------------------------------------------------------------- | ----------------------------------------- |
| 1957 | Victoria de los Ángeles, Fedora Barbieri, Mina Doro, Lidia Marimpietri, Santa Chissari | Tullio Serafin, Orquesta y coro de la Ópera de Roma               | Audio CD: Regis Cat: RRC 1306             |
| 1962 | Renata Tebaldi, Giulietta Simionato, Lucia Danieli, Miti Trucato Pace, Dora Carral     | Lamberto Gardelli, Orquesta y coro del Mayo Musical Florentino    | Audio CD: DECCA Cat: 411 665-2            |
| 1973 | Katia Ricciarelli, Fiorenza Cossotto,                                                  | Bruno Bartoletti, Orquesta y coro de la Academia de Santa Cecilia | Audio CD: RCA                             |
| 1975 | Renata Scotto, Marilyn Horne, Patricia Payne, Gillian Knight, Ileana Cotrubas          | Lorin Maazel, Orquesta New Philharmonia                           | Audio CD: Sony Classical Cat: 88697527292 |
| 1978 | Joan Sutherland, Christa Ludwig, Anne Collins, Elizabeth Connell, Isobel Buchanan      | Richard Bonynge, Orquesta Filarmónica Nacional                    | Audio CD: Decca Cat: 458218               |
| 1987 | Lucia Popp, Marjana Lipovšek                                                           | Giuseppe Patanè, Orquesta de la Radio de Múnich                   | Audio CD: Eurodisc Cat: 7806              |
| 1994 | Mirella Freni, Elena Souliotis, Gloria Scalchi, Ewa Podleś, Barbara Frittoli           | Bruno Bartoletti, Orquesta y coro del Mayo Musical Florentino     | Audio CD: DECCA Cat: 436 261-2            |

## Enlaces de interés
- Notas, discografía y libreto (italiano -español)
- Video de Senza mamma interpretada por Renata Scotto en YouTube.
- MetOpera database